# Nowyj Gorodok (okręg miejski Odincowa)
Nowyj Gorodok (ros. Новый Городок) – osiedle w Rosji, w obwodzie moskiewskim, w okręgu miejskim Odincowa. W 2021 liczyło 5734 mieszkańców.